# Mesquita de Laleli

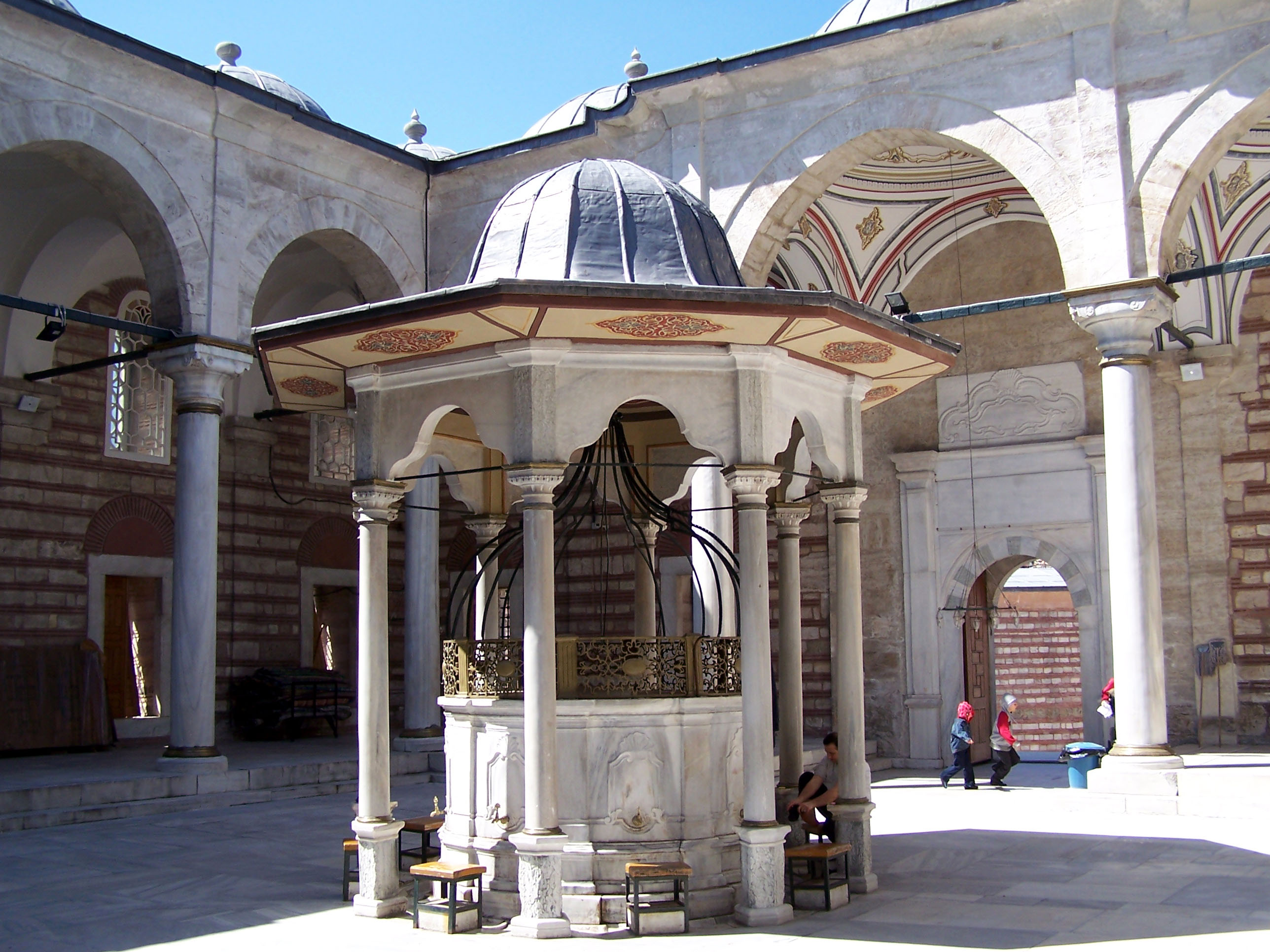
Pátio.

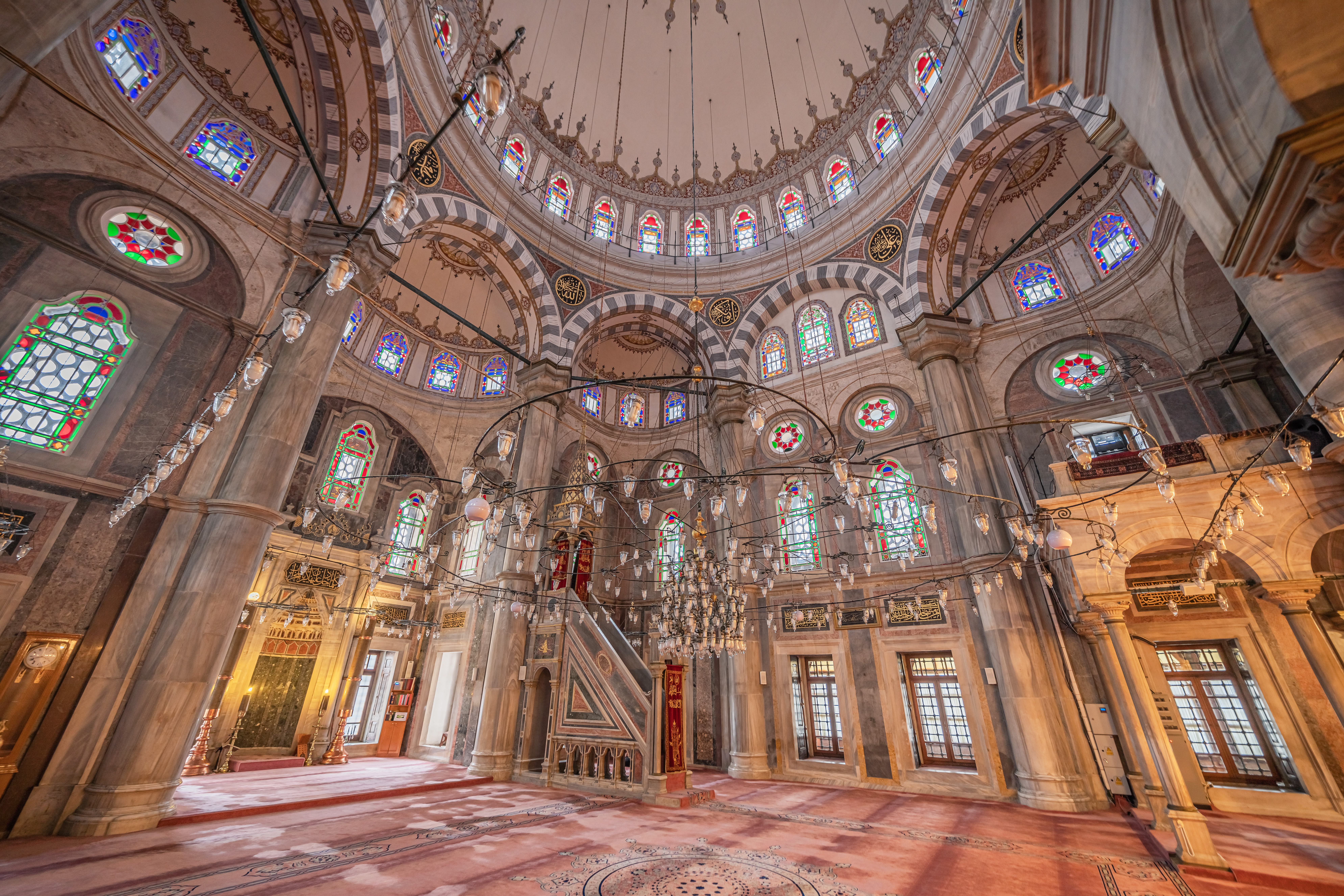
Interior.

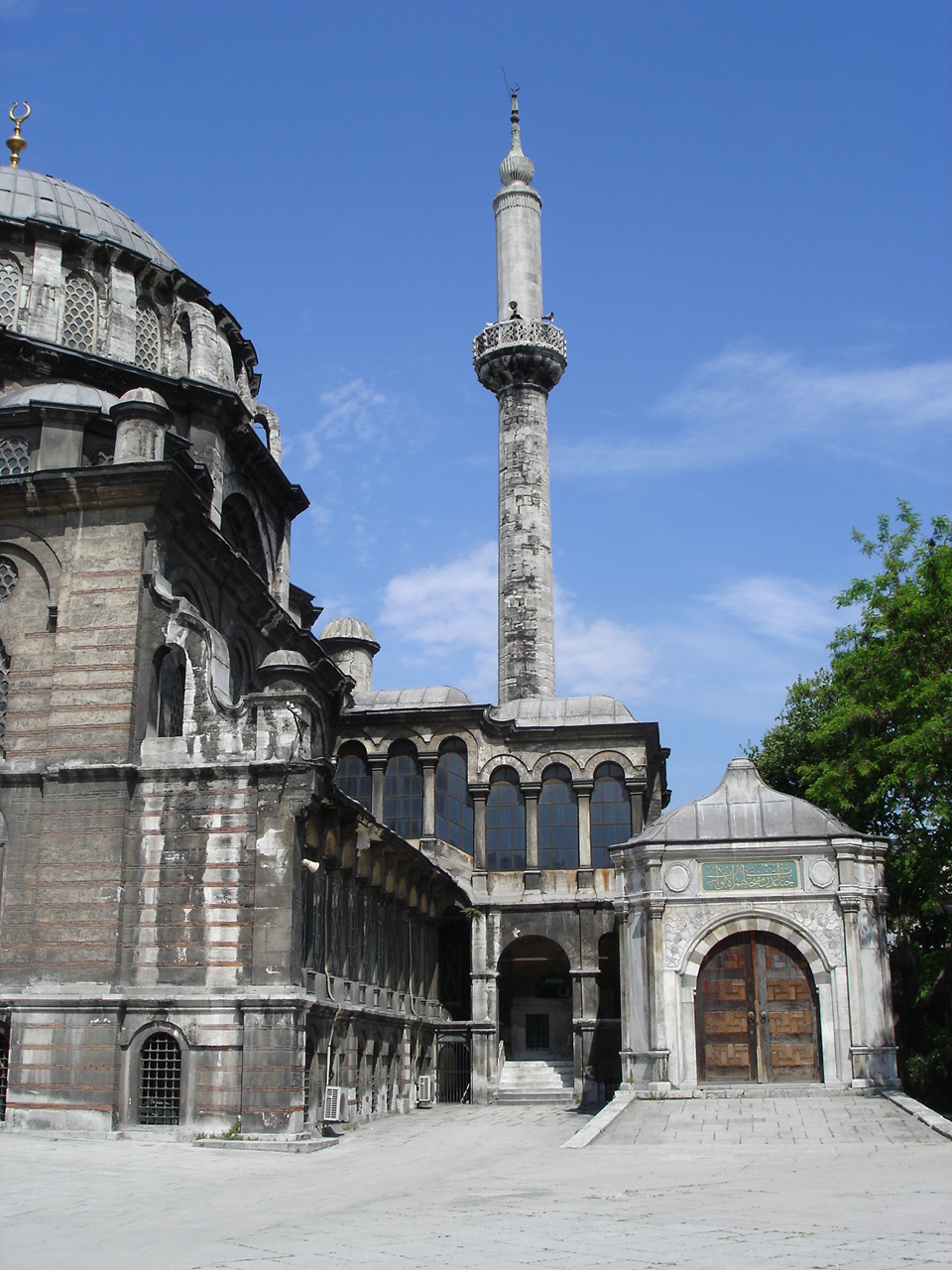

A Mesquita de Laleli, ou da Tulipa (em turco:  Laleli Camii) é uma mesquita otomana situada no bairro de Laleli, distrito de Fatih, Istambul, Turquia.

## História
A mesquita e o respetivo complexo (külliye) a ela associado foram construídos por ordem do sultão Mustafá III, tendo a sua construção decorrido entre 1760 e 1783. O seu estilo é barroco otomano. As opiniões sobre qual teria sido o arquiteto principal dividem-se: provavelmente a tese mais aceite é a de que teria sido Mehmet Tahir Ağa, mas muitos sugerem Haci Ahmed Ağa.
O nome Laleli deriva de lale (tulipa em turco) e supõe-se que o nome possa ter origem no do santo, Laleli Baba, cujo túmulo se encontrava junto à mesquita até à década de 1950, ou à Fonte de Laleli, mencionada em fontes do século XVIII.
O complexo ardeu em 1783, após o que foi sofreu grandes restauros. Em 1911, outro fogo destruiu o madraçal, situado numa rua lateral ao complexo. O que restava do madraçal e o bairro residencial do século XVIII foram demolidos em 1918 para dar lugar a um estilo de urbanização mais moderno, com ruas perpendiculares. O contexto urbanístico em que a mesquita se insere foi novamente mudado em 1956, quando a avenida que fica a sul foi alargada, tendo os portões sido deslocados para norte e construídas novas lojas ao longo do muro sul. Desde então, Laleli tem vindo a transformar-se de uma área residencial para uma área turística e de comércio internacional.

## Arquitetura

### Exterior
A mesquita propriamente dita assenta sobre um conjunto de lojas em abóbada, cujas rendas se destinavam a financiar a manutenção e atividades da mesquita e da külliye. Debaixo da mesquita existe uma sala ampla, suportada por oito enormes pilares, com uma fonte no centro.
O eixo da mesquita está orientado a nordeste-sudeste. O pátio é retangular e a sua área é aproximadamente o dobro da do espaço interior. O pátio uma fonte de abluções no centro e é rodeado por uma arcada contínua com 18 secções com cúpulas. Toda a estrutura é feita em tijolo e alvenaria. A mesquita tem dois minaretes, um em cada extremidade do pórtico que dá acesso ao pátio.

### Interior
A mesquita é um octógono inscrito num retângulo, com uma galeria na extremidade ocidental. As paredes estão cobertas por uma variedade de mármores vermelhos, azuis e castanhos, cujo efeito decorativo é reforçado por medalhões em pietre dure onde também são usadas ónix e jaspe. O mirabe e o mimbar estão ricamente decorados da mesma forma. O interior é bem iluminado pelas numerosas janelas, muitas delas com vitrais.
A cúpula tem 12,5 metros de diâmetro e 24,5 metros de altura e assenta sobre um octógono de onde brotam oito arcos, os quais assentam pilares. À exceção dos dois pilares do nártex, todos os pilares estão embebidos nas paredes.

### Külliye(complexo)
O complexo original da mesquita incluía, além da mesquita, um madraçal (escola islâmica), um imaret (refeitório de beneficência), uma fonte pública (çesme), um sabil (bebedouro), um cemitério com türbes, uma sala para o zelador da mesquita (muvakkithane), habitações para o imã e almuadem (também chamado muezim), um han (hospedaria ou  caravançarai) e lojas. O hamam de Çukurcuma, situado nas proximidades, é por vezes considerado como fazendo parte do külliye apesar de ser mais antigo.
A maior parte do külliye foi desaparecendo ao longo do tempo, apenas se conservando em bom estado o türbe (mausoléu) onde se encontram os túmulos de Mustafá III, da sua esposa Mihrisah Sultan, o seu filho Selim III, e as filhas Hibetullah Sultan, Fatma Sultan e Mihrimah Sultan. O interior do mausoléu é decorado com azulejos de İznik e uma faixa com relevos caligráficos em torno do cimo das paredes.